# Engelenburg Golf & Country Club
De Engelenburg Golf & Country Club is een Nederlandse golfclub in Brummen.

## De golfclub
De Engelenburg Golf Cub heeft haar thuisbaan op de golfbaan van het landgoed Groot Engelenburg, De golfclub heeft geen apart clubhuis maar wel een eigen golfbar in het souterrain van het bijgelegen hotel.
De baan van de Golf & Country Club wordt sinds 2009 beheerd door de exploitant van hotel Kasteel Engelenburg.

## Geschiedenis
Toen er alleen nog maar een driving range was werd er al lesgegeven door Henk Stevens. Baanpermissie moesten de leden toen op de Sallandsche Golfclub halen. Onder hen was Niels Kraaij, die tien jaar later professional werd.
Omdat het lang duurde voordat de club een eigen baan had, vertrokken veel leden naar bestaande clubs in de omgeving. Pas eind 2001 werd begonnen met de aanleg van de eerste holes. Vanaf mei 2003 was een deel van de baan bespeelbaar. In 2003 werd ook de naam van de club veranderd. De golfbaan heeft de A-status.
In 1999 werd Wim Stevens, de broer van Henk, head-pro. Hij werd bijgestaan door Patrick Pannemans. In april 2010 werd Stevens opgevolgd door AA-professional Michael Unsworth. 
Vanaf 1 januari 2013 tot zijn overlijden was Willem-Maarten de Vries de pro, daarna werd hij opgevolgd door Wytse van Esveld.